# 懷俄明 (密歇根州)
懷俄明（英語：Wyoming）是一個位於美國密歇根州肯特縣的城市。

## 人口
根據2020年美國人口普查的數據，懷俄明的面積為64.62平方千米，當中陸地面積為64.08平方千米，而水域面積為0.54平方千米。當地共有人口76501人，而人口密度為每平方千米1,184人。